# Kolarstwo na Letnich Igrzyskach Olimpijskich 2024
Kolarstwo na Letnich Igrzyskach Olimpijskich 2024 w Paryżu rozegrane zostało w dniach:
- kolarstwo szosowe w dniach 27 lipca – 4 sierpnia w Pont d’Iéna i Place du Trocadéro-et-du-11-Novembre,
- kolarstwo torowe w dniach 5–11 sierpnia w Vélodrome de Saint-Quentin-en-Yvelines,
- kolarstwo BMX w dniach 29 lipca – 1 sierpnia na Vélodrome de Saint-Quentin-en-Yvelines oraz na Place de la Concorde (tylko freestyle),
- kolarstwo górskie w dniach 28–29 lipca na Élancourt Hill.

## Rezultaty

### Kolarstwo szosowe

#### Kobiety
| Konkurencja                            | Złoto            | Czas     | Srebro         | Czas     | Brąz          | Czas     |
| Jazda indywidualna na czas (szczegóły) | Grace Brown      | 39:38.24 | Anna Henderson | 41:09.83 | Chloé Dygert  | 41:10.70 |
| Wyścig ze startu wspólnego (szczegóły) | Kristen Faulkner | 3:59:23  | Marianne Vos   | 4:00:21  | Lotte Kopecky | 4:00:21  |

#### Mężczyźni
| Konkurencja                            | Złoto           | Czas     | Srebro           | Czas     | Brąz               | Czas     |
| Jazda indywidualna na czas (szczegóły) | Remco Evenepoel | 36:12.16 | Filippo Ganna    | 36:27.08 | Wout van Aert      | 36:37.79 |
| Wyścig ze startu wspólnego (szczegóły) | Remco Evenepoel | 6:19:34  | Valentin Madouas | 6:20:45  | Christophe Laporte | 6:20:50  |

### Kolarstwo torowe

#### Kobiety
| Konkurencja                                 | Złoto                                                                                | Rezultat | Srebro                                                                        | Rezultat | Brąz                                                                         | Rezultat |
| Sprint (szczegóły)                          | Ellesse Andrews                                                                      |          | Lea Friedrich                                                                 |          | Emma Finucane                                                                |          |
| Keirin (szczegóły)                          | Ellesse Andrews                                                                      |          | Hetty van de Wouw                                                             |          | Emma Finucane                                                                |          |
| Madison (szczegóły)                         | Włochy Chiara Consonni · Vittoria Guazzini                                           | 37 pkt   | Wielka Brytania Elinor Barker · Neah Evans                                    | 31 pkt   | Holandia Maike van der Duin · Lisa van Belle                                 | 28 pkt   |
| Omnium (szczegóły)                          | Jennifer Valente                                                                     | 144 pkt  | Daria Pikulik                                                                 | 131 pkt  | Ally Wollaston                                                               | 125 pkt  |
| Sprint drużynowy (szczegóły)                | Wielka Brytania Katy Marchant · Sophie Capewell · Emma Finucane                      | 45.186   | Nowa Zelandia Rebecca Petch · Shaane Fulton · Ellesse Andrews                 | 45.659   | Niemcy Pauline Grabosch · Emma Hinze · Lea Friedrich                         | 45.400   |
| Wyścig drużynowy na dochodzenie (szczegóły) | Stany Zjednoczone Jennifer Valente · Lily Williams · Chloé Dygert · Kristen Faulkner | 4:04.306 | Nowa Zelandia Ally Wollaston · Bryony Botha · Emily Shearman · Nicole Shields | 4:04.927 | Wielka Brytania Elinor Barker · Josie Knight · Anna Morris · Jessica Roberts | 4:06.382 |

#### Mężczyźni
| Konkurencja                                 | Złoto                                                                   | Rezultat | Srebro                                                                                       | Rezultat | Brąz                                                                      | Rezultat |
| Sprint (szczegóły)                          | Harrie Lavreysen                                                        |          | Matthew Richardson                                                                           |          | Jack Carlin                                                               |          |
| Keirin (szczegóły)                          | Harrie Lavreysen                                                        |          | Matthew Richardson                                                                           |          | Matthew Glaetzer                                                          |          |
| Madison (szczegóły)                         | Portugalia Iúri Leitão · Rui Oliveira                                   | 55 pkt   | Włochy Simone Consonni · Elia Viviani                                                        | 47 pkt   | Dania Niklas Larsen · Michael Mørkøv                                      | 41 pkt   |
| Omnium (szczegóły)                          | Benjamin Thomas                                                         | 164 pkt  | Iúri Leitão                                                                                  | 153 pkt  | Fabio Van den Bossche                                                     | 131 pkt  |
| Sprint drużynowy (szczegóły)                | Holandia Roy van den Berg · Harrie Lavreysen · Jeffrey Hoogland         | 40.949   | Wielka Brytania Ed Lowe · Hamish Turnbull · Jack Carlin                                      | 41.814   | Australia Leigh Hoffman · Matthew Richardson · Matthew Glaetzer           | 41.597   |
| Wyścig drużynowy na dochodzenie (szczegóły) | Australia Oliver Bleddyn · Sam Welsford · Conor Leahy · Kelland O’Brien | 3:42.067 | Wielka Brytania Ethan Hayter · Daniel Bigham · Charlie Tanfield · Ethan Vernon · Oliver Wood | 3:44.394 | Włochy Simone Consonni · Filippo Ganna · Francesco Lamon · Jonathan Milan | 3:44.197 |

### Kolarstwo górskie

#### Kobiety
| Konkurencja               | Złoto                  | Czas    | Srebro       | Czas    | Brąz           | Czas    |
| Cross-country (szczegóły) | Pauline Ferrand-Prévot | 1:26:02 | Haley Batten | 1:28:59 | Jenny Rissveds | 1:29:04 |

#### Mężczyźni
| Konkurencja               | Złoto          | Czas    | Srebro          | Czas    | Brąz          | Czas    |
| Cross-country (szczegóły) | Thomas Pidcock | 1:26:22 | Victor Koretzky | 1:26:31 | Alan Hatherly | 1:26:33 |

### Kolarstwo BMX

#### Kobiety
| Konkurencja           | Złoto           | Rezultat  | Srebro         | Rezultat  | Brąz          | Rezultat  |
| Wyścig (szczegóły)    | Saya Sakakibara | 34.231    | Manon Veenstra | 34.954    | Zoé Claessens | 35.060    |
| Freestyle (szczegóły) | Deng Yawen      | 92.60 pkt | Perris Benegas | 90.70 pkt | Natalya Diehm | 88.80 pkt |

#### Mężczyźni
| Konkurencja           | Złoto           | Rezultat  | Srebro        | Rezultat  | Brąz             | Rezultat  |
| Wyścig (szczegóły)    | Joris Daudet    | 31.422    | Sylvain André | 31.706    | Romain Mahieu    | 32.022    |
| Freestyle (szczegóły) | José Torres Gil | 94.82 pkt | Kieran Reilly | 93.91 pkt | Anthony Jeanjean | 93.76 pkt |

## Tabela medalowa
| Miejsce | Państwo           | Złoto | Srebro | Brąz | Razem |
| ------- | ----------------- | ----- | ------ | ---- | ----- |
| 1.      | Francja           | 3     | 3      | 3    | 9     |
| 2.      | Holandia          | 3     | 3      | 1    | 7     |
| 3.      | Australia         | 3     | 2      | 3    | 8     |
| 4.      | Stany Zjednoczone | 3     | 2      | 1    | 6     |
| 5.      | Wielka Brytania   | 2     | 5      | 4    | 11    |
| 6.      | Nowa Zelandia     | 2     | 2      | 1    | 5     |
| 7.      | Belgia            | 2     | 0      | 3    | 5     |
| 8.      | Włochy            | 1     | 2      | 1    | 4     |
| 9.      | Portugalia        | 1     | 1      | 0    | 2     |
| 10.     | Argentyna         | 1     | 0      | 0    | 1     |
| 10.     | Chiny             | 1     | 0      | 0    | 1     |
| 12.     | Niemcy            | 0     | 1      | 1    | 2     |
| 13.     | Polska            | 0     | 1      | 0    | 1     |
| 14.     | Dania             | 0     | 0      | 1    | 1     |
| 14.     | Południowa Afryka | 0     | 0      | 1    | 1     |
| 14.     | Szwajcaria        | 0     | 0      | 1    | 1     |
| 14.     | Szwecja           | 0     | 0      | 1    | 1     |
| Ogółem  | Ogółem            | 22    | 22     | 22   | 66    |